# Anni 10
Gli anni 10 sono il decennio che comprende gli anni dal 10 al 19 inclusi.

## Eventi, invenzioni e scoperte
- Maroboduus, re dei Marcomanni, viene deposto da Catualda. Questo pone fine alla minaccia per i romani dalle tribù germaniche fino al regno di Marco Aurelio. Roma li pone sotto la sua protezione.

- Publio Cornelio Dolabella viene eletto console.
- 14: Augusto muore e gli succede Tiberio.